# Promocja dodatkowa
Promocja dodatkowa (ang. sales promotion, zwana także promocją uzupełniającą lub promocją sprzedaży) to te wszystkie elementy promocji, które nie mieszczą się w ramach pozostałych elementów promotion mix. Możemy zatem wyróżnić tu:
- promocję konsumencką (skierowaną do konsumenta, ang. consumer promotion)
  - obniżki cen
  - bezpłatne próbki towarów
  - kupony
  - premie od zakupu (tj. dodawanie bezpłatnych upominków rzeczowych)
  - znaczki handlowe (np. oferowane przez hipermarkety w okresie świątecznym naklejki z Mikołajami czy bałwankami są tego rodzaju promocją. Po zebraniu określonej ilości znaczków można liczyć na rabat czy nagrodę. Znaczki handlowe wykorzystywane są w programach lojalnościowych)
  - konkursy, loterie, gry
- promocję wewnętrzną (skierowaną do własnego personelu, ang. staff promotion):
  - system wynagrodzeń
  - premie
- promocję adresowaną do pośredników (ang. dealer promotion):
  - zmienna cena
  - rabaty
  - premie od sprzedaży (stosowane są zwłaszcza do produktów trudno zbywalnych, mają na celu motywowanie agentów i pośredników do zwiększenia przepływów w kanałach dystrybucji).